# Hans-Gerd Ridder
Hans-Gerd Ridder (* 24. Juni 1951 in Wuppertal) ist ein deutscher Wirtschaftswissenschaftler.

## Leben
Ridder wurde 1981 an der Gesamthochschule Wuppertal mit der Dissertation Funktionen der Arbeitsbewertung. Ein Beitrag zur Neuorientierung der Arbeitswissenschaft zum Dr. rer. oec. promoviert. 1988 habilitierte er sich mit der Arbeit Technologische Entwicklung und Kontinuität der Betriebswirtschaftslehre. 2000 war er zu Forschungszwecken an der University of Michigan, 2007 an der Wirtschaftsuniversität Wien (Gastprofessur 2008/09) und 2009 an der University of British Columbia.
Von 2013 bis 2014 war er Dekan der Wirtschaftswissenschaftlichen Fakultät der Gottfried Wilhelm Leibniz Universität Hannover, wo er eine Professur für Allgemeine Betriebswirtschaftslehre, Personal und Arbeit innehat.
Von 2001 bis 2002 war er stellvertretender Vorsitzender des Verbandes der Hochschullehrer für Betriebswirtschaft (VHB). Ridder war Mitherausgeber bzw. geschäftsführender Herausgeber der Zeitschrift für Personalforschung.

## Schriften (Auswahl)
- Funktionen der Arbeitsbewertung. Ein Beitrag zur Neuorientierung der Arbeitswissenschaft (= Reihe Arbeit. Band 8). Verlag Neue Gesellschaft, Bonn 1982, ISBN 3-87831-362-4.
- Technologische Entwicklung und Kontinuität der Betriebswirtschaftslehre. Haupt, Bern u. a. 1990, ISBN 3-258-04149-0.
- (Hrsg. mit Rainer Janisch, Hans-Jürgen Bruns): Arbeitsorganisation und Qualifikation. Zur Praxis der Arbeitsgestaltung in der schlanken Produktion. Hampp, München u. a. 1993, ISBN 3-87988-080-8.
- Personalwirtschaftslehre. Kohlhammer, Stuttgart u. a. 1999, ISBN 3-17-013525-2. (4. Auflage, 2013)
- (Hrsg.): Strategisches Personalmanagement. Mitarbeiterführung, Integration und Wandel aus ressourcenorientierter Perspektive. Verlag Moderne Industrie, Landsberg am Lech 2001, ISBN 3-478-37570-3.